# Przed niebem
Przed niebem (tytuł oryginalny: Para nga qelli) – albański film fabularny z roku 2009 w reżyserii Ariana Çuliqiego. 

## Opis fabuły
Film telewizyjny. Akcja filmu rozgrywa się w okresie transformacji ekonomicznej Albanii. Główny bohater filmu, Kilja w krótkim czasie zdobywa majątek, który radykalnie zmienia jego życie. Film wyśmiewa hipokryzję współczesnego społeczeństwa, w którym pogoń za bogactwem przysłania tradycyjne wartości.

## Obsada
- Sejfulla Myftari jako Kilja
- Behar Mera
- Suela Konjari
- Bujar Ademovi
- Romina Buda
- Besnik Çinari
- Bajram Dosti
- Ilir Drini
- Mimoza Haxhia
- Muharrem Hoxha
- Anton Krosaj
- Rita Lati
- Enso Mula
- Artiola Toska
- Rexhep Ustai
- Vasillaq Vangjeli